# کوه شاف
کوه شاف (به انگلیسی: Mount Schaffer) یک کوه در کانادا است که در بریتیش کلمبیا واقع شده‌است. کوه شاف ۲٬۶۹۱ متر بالاتر از سطح دریا واقع شده‌است.